# Qin Hui
Dans ce nom, le nom de famille, Qin, précède le nom personnel Hui.
Qin Hui (1090–1155) était un Premier ministre de la dynastie Song, qui est traditionnellement considéré comme un traitre à l'éthnie han pour sa participation à l'exécution du général Yue Fei. Cependant, les historiens modernes rejettent désormais plus de responsabilité sur l'empereur régnant à l'époque, Song Gaozong.

## Histoire

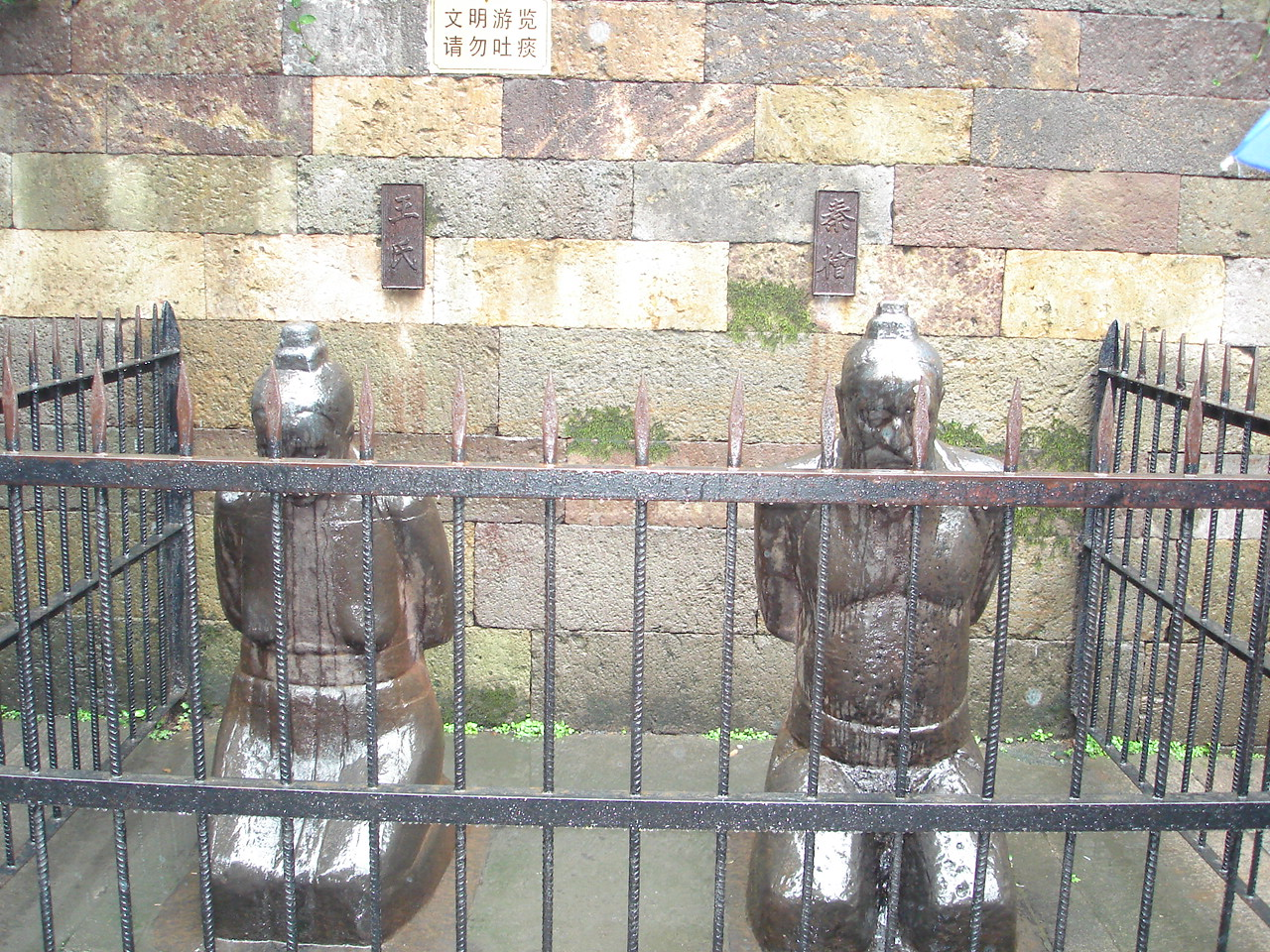
statues de dame Wang et Qin Hui à Hangzhou. Les visiteurs crachent traditionnellement dessus.

Né à Jiangning (actuelle Nankin, dans la province du Jiangsu), Qin passe avec succès les examens impériaux en 1115. Sous la dynastie des Song du Nord, Qin combat les envahisseurs Jin. Il est capturé avec l'empereur Song Qinzong et l'empereur Song Huizong au cours de l'incident de Jingkang. À ce point de l'histoire, la réputation de Qin est extrêmement bonne.
Après avoir été retenu prisonniers par les Jin durant plusieurs années, il s'échappe pour rejoindre la capitale de l'empereur Song Gaozong. Il prétend avoir profité d'une évasion miraculeuse, mais certaines personnes doutent de son récit. Cependant, il gagne rapidement les faveurs de l'empereur et devient Premier ministre de l'empire des Song du Sud en 1131. L'année suivante, il est démis de ses fonctions à la suite d'une mise en accusation. Après les victoires Song en 1137, l'empire Jin est contraint de rouvrir les pourparlers de paix et Qin hérite d'une réputation de pacifiste.
Avec l'aide de Qin, l'empereur signe le traité de Shaoxing avec l'empire Jin. L'empereur accepte publiquement de devenir le vassal des Jin. Afin d'ouvrir les pourparlers de paix, le héros national et général Yue Fei, connu pour ses succès militaires contre les Jurchens, est d'abord démis de ses fonctions, puis emprisonné et finalement tué en prison. L'assassinat de Yue Fei est le plus connu des actes malveillants perpétrés par le gouvernement de la dynastie Song. Qin devient célèbre et, après sa mort, certaines personnes le soupçonnent de trahison.
Qin élimine tous ses opposants politiques dans le gouvernement grâce à son contrôle de la censure impériale. La plupart de ses opposants sont exilés dans des contrées méridionales lointaines. Plusieurs meurent ainsi sur l'île de Hainan. Il pense que les écoles devraient uniquement enseigner des « idées acceptables » et soumet l'Université impériale à la censure et au contrôle de la pensée.
Après sa mort et la démission du vieil empereur, le nouvel empereur Song Xiaozong offre son pardon à la plupart des ennemis politiques de Qin, dont un pardon posthume à Yue Fei. À partir de cette date, Qin est constamment vilipendé par les historiens chinois. Il devient un des plus importants exemples de ministre malfaisant dans l'histoire de Chine.
S'il existe de raisons de ne pas aimer le Premier ministre Qin, il faut admettre qu'il a tout de même aidé à stabiliser la dynastie Song. En 1160, l'État des Song du Sud fonctionne bien, est prospère économiquement et connait pratiquement de paix.[non neutre]